# Hypolimnas cyanecula
Hypolimnas cyanecula är en fjärilsart som beskrevs av Hans Fruhstorfer 1912. Hypolimnas cyanecula ingår i släktet Hypolimnas och familjen praktfjärilar. Inga underarter finns listade i Catalogue of Life.